# Sân bay Mineralnye Vody
Sân bay Mineralnye Vody (tiếng Nga: Аэропорт Минеральные Воды) (IATA: MRV, ICAO: URMM) (cũng viết là Sân bay Mineralnyye Vody) là sân bay tại Stavropol Krai, Nga, cách Mineralnye Vody 4 km về phía tây. Nhà ga dân sự ở phía tây với 41 chỗ đỗ xe. Phía đông là xưởng bảo dưỡng Tupolev Tu-154.

## Các hãng hàng không và các tuyến điểm
- Aeroflot (Moscow-Sheremetyevo, Jeddah-King Abdulaziz)
- Armavia (Yerevan)
- Azerbaijan Airlines (Baku)
- Interavia Airlines (Moscow-Domodedovo)
- Kavminvodyavia (Moscow-Domodedovo, Moscow-Vnukovo, Yekaterinburg, Yerevan)

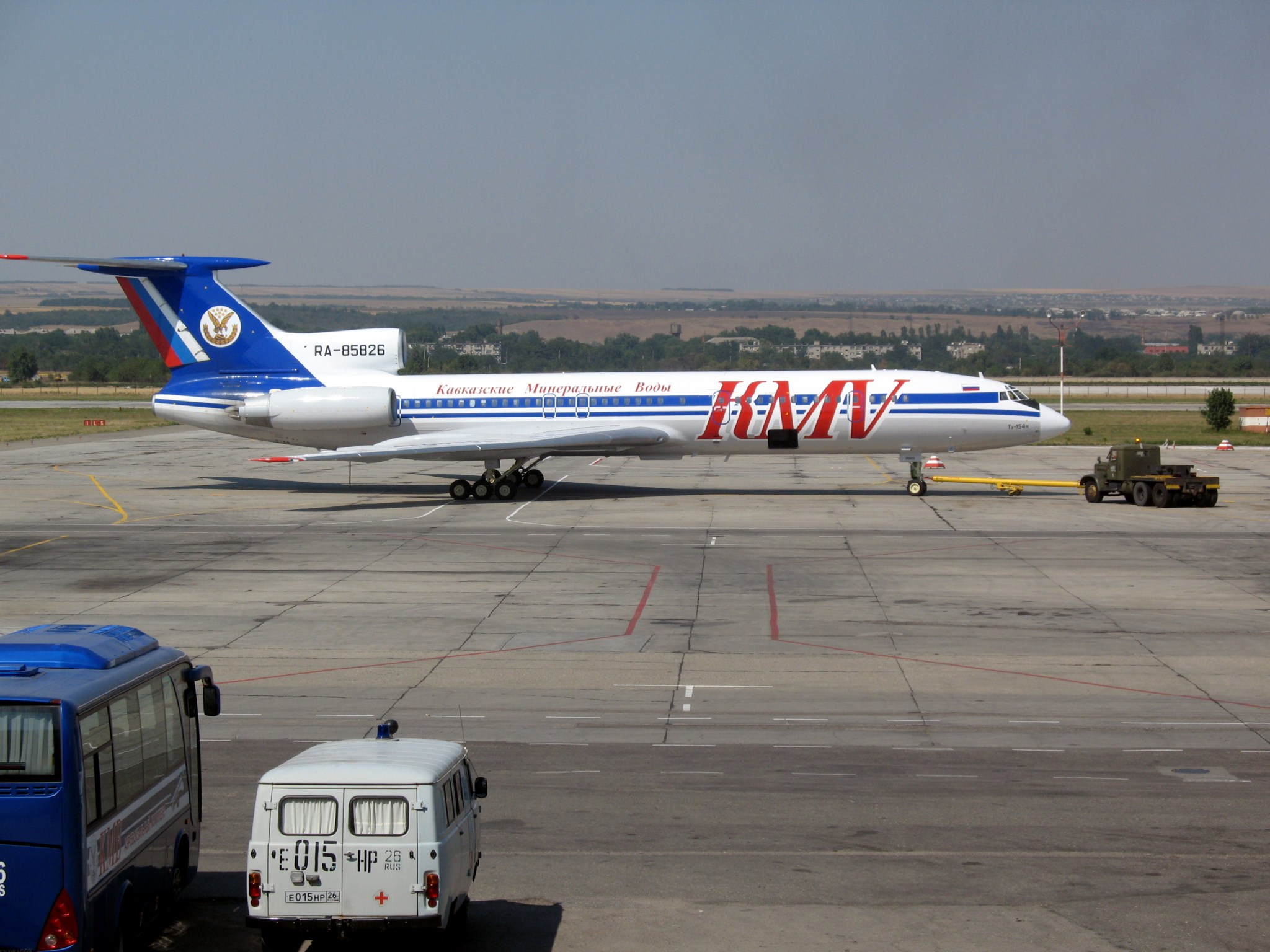
Tupolev Tu-154 của Kavminvodyavia tại Sân bayt Mineralnye Vody

- KrasAir (Krasnoyarsk)
- Rossiya (Saint Petersburg)
- Perm Airlines (Samara)
- S7 Airlines (Moscow-Domodedovo)
- Scat Air (Aqtau)